# Musgrave Ranges
Die Musgrave Ranges sind eine Gebirgskette in Zentralaustralien. Der Gebirgszug zieht sich an der Grenze von South Australia und dem Northern Territory hin und erstreckt sich bis nach Western Australia. Er wird durch die Große Victoria-Wüste im Süden und die Gibson Desert im Norden begrenzt. Der höchste Berg dieses Berggebiets, der Mount Woodroffe, ist der höchste Berg in South Australia mit einer Höhe von 1435 m.
Die Musgrave Ranges bilden eine Ansammlung von Granitbergen im nordwestlichen South Australia, die sich parallel zum Northern Territory in einer Länge von 210 Kilometern befinden. Ein Großteil der Berge erreicht eine Höhe von 1100 m. Die Bergkette wurde 1873 durch William Gosse und Ernest Giles gesichtet und nach Sir Anthony Musgrave, dem Vizegouverneur von South Australia benannt. In diesem Bergland lebten die traditionellen Eigentümer, die Aborigines der Pitjantjatjara, das sich die europäischen Siedler aneigneten. In den 1980er Jahren wurde es ihnen wieder übereignet, die dort mehrere traditionelle Plätze zur Initiation nutzen.

## Weblink
- Musgrave-Ranges